# ジョン・ラングドン (美術家)
ジョン・ラングドン（John Langdon、1946年4月19日 - ）は、アメリカ合衆国のグラフィックデザイナー、アンビグラム作家、画家。

## 人物
ジョン・ラングドンは、ペンシルベニア州メリオンの米国聖公会系列の私立校Episcopal Academyの教師ジョージ・ラングドンの息子として生まれ、ジョンも1950年から1964年の間、この学校に通った。ディッキンソン大学で英語の学士号を取得、1968年に卒業した。
独学で画家、グラフィックデザイナーとなり、1976年以降、フリーランスでレタリングやロゴの書体デザイナーとしても活動している。アンビグラムを描き始めたのは1960年代後半から1970年代初めで、1992年にはアンビグラムとエッセイの本『 Wordplay 』を出版している。
ラングドンが有名になったのは、ダン・ブラウンの小説『天使と悪魔』『ダ・ヴィンチ・コード』『ロスト・シンボル』に関係して以降のことである。これらの小説の主人公は、ジョン・ラングドンに敬意を表して、ロバート・ラングドンと名付けられた。
ラングドンは主に、シュール・レアリズムのサルバドール・ダリやルネ・マグリット、キュビズムのジョルジュ・ブラックやパブロ・ピカソやファン・グリス、グラフィック・アートのマウリッツ・エッシャー、書体デザイナーのハーブ・ルバーリンの影響を受けている。	
ラングドンは現在、フィラデルフィアのドレクセル大学で字体研究と企業イメージ統合戦略の教授を務めている。アンビグラムと並行して、言語、活字、哲学を取り入れた絵画やアート作品を制作している。